# 宋宣 (北魏)
宋宣（？—446年），字道茂，西河郡介休县（今山西省介休市）人，北魏官员。

## 生平
永康二年（397年），魏道武帝拓跋珪围攻中山城，城破后宋宣之父宋洽被杀，两个哥哥宋顺、宋训都被处以腐刑。宋宣当时年仅几岁，被亲人偷出带着逃走，得以幸免。神䴥四年九月壬申（431年11月15日），魏太武帝拓跋焘时发布征士令，宋宣与范阳卢玄、勃海高允、堂侄宋愔等人同时被征召做官，出任中书博士。延和二年二月壬午（433年3月19日），宋宣兼任散骑常侍，出使刘宋，并且为皇太子拓跋晃向刘宋求婚，宋文帝刘义隆模棱两可的回答了宋宣。回朝后宋宣加冠军将军，获赐爵中都侯，兼领中书侍郎，代理司隶校尉。太平真君七年（446年），宋宣去世，朝廷赠予司隶校尉，谥号简侯。

## 家族

### 祖父
- 宋活，前燕中书监

### 父亲
- 宋洽，后燕尚书

### 儿子
- 宋谟，北魏辽西郡太守、中都侯